# مسرشميت مي 323
كانت مسرشميت مي 323 Gigant ("Giant") طائرة نقل عسكرية ألمانية في الحرب العالمية الثانية. كان متغيرًا مدعومًا من طائرة شراعية من طراز Me 321 العسكرية وكان أكبر طائرة نقل أرضية في الحرب.

## تطوير

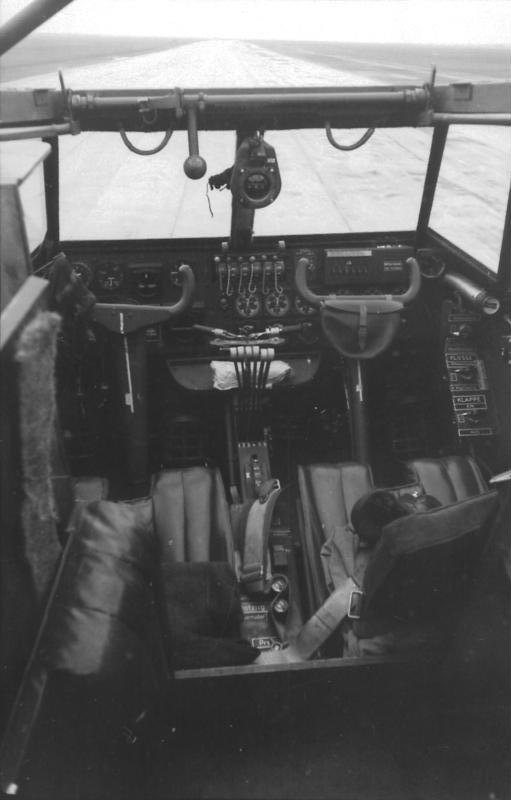
نظرة على قمرة القيادة

كانت Me 323 نتيجة لمتطلب ألماني عام 1940 لطائرة شراعية هجومية كبيرة استعدادًا لعملية أسد البحر، الغزو المتوقع لبريطانيا العظمى. أثبتت طائرة شراعية خفيفة DFS 230 قيمتها بالفعل في معركة فورت إبن-إيميل في بلجيكا (أول هجوم على الإطلاق من قبل القوات الشراعية)، وسيتم استخدامها لاحقًا بنجاح في غزو جزيرة كريت في عام 1941.